# Nilodorum biroi
Nilodorum biroi är en tvåvingeart som först beskrevs av Jean-Jacques Kieffer 1918.  Nilodorum biroi ingår i släktet Nilodorum och familjen fjädermyggor. Inga underarter finns listade i Catalogue of Life.